# Idiot
Idiot (Russisch: Идиот, "De idioot") is een film uit 1910 van regisseur Pjotr Tsjardynin.

## Verhaal
De film is een bewerking van de gelijknamige roman van Fjodor Dostojevski.

## Rolverdeling
| Acteur             | Personage           |
| ------------------ | ------------------- |
| Ljoebov Varjagina  | Nastasja Filippovna |
| Tatjana Sjornikova | Aglaja              |
| Andrej Gromov      | prins Mýsjkin       |
| Pavel Birjoekov    | Rogozjin            |